# Maison Sevestre
Pour les articles homonymes, voir Sevestre.
La maison Sevestre est une maison située en France sur la commune de Salers, en région Auvergne-Rhône-Alpes.

## Localisation
Le monument se trouve place Tyssandier-d'Escous dans le centre de Salers.

## Historique

### Protection
La maison, à l'exception des parties classées, est inscrite au titre des monuments historiques par arrêté du 19 mai 1927.
Les façades et toitures sont classées au titre des monuments historiques par arrêté du 18 février 1930.